# 王齊麟
王齊麟（Wang Chi-Lin，1995年1月18日—），台灣男子羽球運動員，專攻雙打項目，是土地銀行羽球隊成員。出生於臺北市，畢業於臺北市立大學體育學系碩士在職專班。他與陳宏麟的組合被媒體稱為「麒麟配」、「雙麟組合」，最高世界排名第四；與國中同學李洋組成的「麟洋配」最高世界排名第二。
生涯獲得2017年夏季世界大學運動會羽球混合雙打金牌（搭檔李佳馨）、2018年世界羽毛球錦標賽男子雙打銅牌（搭檔陳宏麟）。他與李洋搭檔奪得2022年亞洲運動會羽球男子雙打銅牌、2023年亞洲羽毛球錦標賽男子雙打銅牌。2021年，王齊麟與李洋在日本東京舉行的2020年夏季奧林匹克運動會羽球男子雙打比賽取得台灣奧運史上首面羽球奧運金牌；2024年，再度與李洋攜手於法國巴黎舉辦的2024年夏季奧林匹克運動會羽球男子雙打比賽獲得金牌，創下奧運史上首次羽球男子雙打連續兩屆夏季奧運會贏得金牌的紀錄。

## 早年及背景
王齊麟出生於臺北市。父親王偉建為軍官轉任之軍訓教官，任職於東吳大學，後完成博士學位而擔任兼任助理教授。母親陳美惠曾任出版社編輯。兩人因打羽球結識。祖父祖籍福建惠安，臺灣光復後移居臺灣，在花蓮縣任教後出任校長。王齊麟有一名弟弟王齊碩，2022年代表國立成功大學參加中華民國全國大專校院羽球排名積分賽。
打羽球是王齊麟一家的休閒活動。父親王偉建觀察到王齊麟的天分後，特別考取中華民國羽球協會的C級、B級教練資格，以利進一步培養。小學三年級時，父親將他轉學到有知名羽球隊的臺北市民權國小，並另外聘請移居臺灣的前中華人民共和國國家隊選手韋焰，擔任王齊麟的專屬教練。往後9年，王齊麟每週末接受其訓練1小時。王齊麟國中三年級時決定追求職業生涯後，父親又另安排李謀周為其教練。

## 體育生涯
2011年10月，王齊麟代表中華台北参加在台灣桃園举办的世界青年羽毛球錦標賽，最終助隊伍赢得混合團體季军。
2012年5月，尚就讀能仁家商的王齊麟與巫孝霖搭檔，在中華民國101年度第1次全國羽球排名賽晉升甲組。6月，王齊麟/巫孝霖代表中華台北参加韩国慶尚北道金泉市举办的亞洲青年羽毛球錦標賽，在男双决赛以1比2（21-17、20-22、10-21）不敌赛会4号种子、印尼的阿里亚·毛拉纳·阿蒂亚塔玛/伊迪·苏巴蒂亚，赢得亚青赛亚军。同年10月，兩人首次參加全國羽球排名賽男雙甲組賽事並成功闖入決賽，以2比0（21-10、21-18）敗於合庫選手李勝木/蔡佳欣，落入敗部後再敗於同為土銀選手的隊友陳宏麟/呂佳彬，最終收穫季軍。
2013年6月，與田子傑出战馬爾代夫羽毛球國際挑戰賽，在男双决赛以2比0（21-15、21-17）击败印尼的阿里亚·毛拉纳·阿蒂亚塔玛/阿尔弗兰·埃科·普拉塞特亚，夺得其首个国际赛冠军。同年8月，王齊麟改與陳中仁出戰新加坡羽毛球國際系列賽，並打進男雙決賽，他們最終以（21-12、25-27、21-16）擊敗馬來西亞組合拿下冠軍；此外，他又和陳思妤搭配拿下混雙亞軍。同年9月，他和陳中仁又在波蘭國際賽贏得男雙冠軍。隔周，王分別與陳中仁以及吳玓蓉搭檔出战捷克羽毛球國際賽的男子雙打及混合雙打比賽，他在男双决赛以1比2（22-20、20-22、12-21）不敌波兰的亚当·克瓦林纳/普热梅斯瓦夫·瓦查，赢得亚军；在混双决赛則以2比0（21-19、21-13）击败了东道主選手雅各布·比特曼/阿尔泽比塔·巴索娃奪冠。同年10月，他参加在泰國曼谷举办的世界青年羽毛球錦標賽，与田子傑合作赢得世青赛男双季军。其後在年尾，王齊麟又相繼奪得馬來西亞羽毛球國際挑戰賽混雙（搭檔吳玓蓉）和印度羽毛球國際挑戰賽男雙（搭檔田子傑）亞軍。

### 2014-2016年
王齊麟於2014年下半年開始与陳宏麟搭檔，此後兩人成為固定搭檔，在網路上及媒體常被稱作「雙麟配」或「雙麟組合」。兩人於該年7月舉行的中華台北羽球公開賽首次出戰國際賽，在首輪即擊敗大會4號種子、印尼的马库斯·费尔纳尔迪·吉德翁/马尔基斯·基多，八強時再擊敗印尼選手凯文·桑加亚·苏卡穆约/西华努斯·盖尔，最終於準決賽不敵中國的李俊慧/劉雨辰。11月，兩人出战澳門羽毛球黃金大獎賽，在男双準决赛以1比2（21-19、16-21、19-21）不敌赛会6号种子、印尼的安加·普拉塔玛/里奇·卡兰达·苏华迪。
2015年1月，王齊麟与陳宏麟搭檔以來首次參加全國羽球排名賽，在決賽擊敗合庫羽球隊的林家佑/巫孝霖後奪得搭檔首座排名賽冠軍。排名賽結束後，兩人轉戰馬來西亞羽毛球大師賽，在男双决赛以1比2（19-21、21-14、17-21）不敌日本的數野健太/山田和司，赢得亚军。同年7月，他代表中華台北（臺北市立大學）出戰韓國光州市舉行的世界大學生運動會羽毛球比賽。同年8月，王齊麟參加印尼雅加達舉行的世界羽毛球錦標賽，分別與陳宏麟和程琪雅合作出戰男子雙打及混合雙打項目。在男雙賽事方面，他與陳宏麟在首圈輪空，但在第二圈就以1比2（15-21、23-21、8-21）不敵2號種子、丹麥的玛蒂亚斯·鲍伊/卡斯腾·摩根森出局；至於混雙賽事方面，他和程琪雅亦在首圈以0比2（18-21、17-21）不敵愛爾蘭的山姆·马吉/克洛伊·马吉出局。年末，王/陳二人在澳門羽毛球黃金大獎賽、美國羽毛球國際賽及美國羽毛球大獎賽皆止步男雙四強。
2016年7月，王齊麟/陳宏麟晉級中華台北羽球公開賽男雙決賽，最終以1比2（21-17、17-21、24-22）敗於中國的李俊慧/劉雨辰。同年10月，王/陳在中華台北羽球大師賽男双决赛以2比3（6-11、6-11、13-11、11-9、10-12）不敌印尼的法贾·阿尔弗兰/穆罕默德·里安·阿利安托，獲得亚军。11月，兩人出战碧特博格羽毛球黃金大獎賽，在男双準决赛以1比2（16-21、21-18、17-21）不敌马来西亚的王耀新/张御宇。

### 2017年：黃金大獎賽三冠、世大運雙金
2017年3月，王齊麟/陳宏麟在瑞士羽球公開賽準決賽以1比2（21-17、15-21、18-21）遭中國的柴飈/洪煒逆轉。4月，兩人以頭號種子身分參加中國羽毛球大師賽，在決賽以2比0（21-14、21-6）击败日本的井上拓斗/金子祐樹，赢得搭檔以來首座黃金大獎賽級別冠軍。6月底，王齊麟分別搭檔陳宏麟、李佳馨晉級中華台北羽球公開賽男雙和混雙決賽，在率先進行的混雙賽事中不敌韩国组合徐承宰/金荷娜，而在男雙決賽則以2比0（21-16、22-20）擊敗隊友李哲輝/李洋，奪下生涯第二座黃金大獎賽冠軍。該年8月，王齊麟與陳宏麟在紐西蘭羽毛球黃金大獎賽奪下該年第三座男雙冠軍。
2017年8月底，王齊麟代表中華台北參加在台北市舉辦的夏季世界大學運動會羽毛球比賽混合團體、男子雙打及混合雙打項目。在混合團體比賽，他以主力身分出戰第五點混雙，助隊伍贏得金牌；在男雙賽事，他與楊博軒的組合在32強賽不敵印尼選手；在混合雙打項目，他與李佳馨以1比2（12-21、21-16、21-14）擊敗马来西亚的努·穆罕默德·阿茲林·阿尤布/吳玥青，夺得中華隊在世大運的第一面混双金牌。

### 2018年：世錦賽男雙季軍、總決賽四強
2018年1月，王齊麟/陳宏麟出战馬來西亞羽毛球大師賽，在男双準决赛以0比2（16-21、17-21）不敌东道主選手吳蔚昇/陳蔚強。同年5月，他分别与陳宏麟以及李佳馨出战紐西蘭羽毛球公開賽並雙雙晉級決賽。在混雙賽事中，王/李以2比1（21-19、14-21、21-19）击败韓國的徐承宰/蔡侑玎奪冠；在男雙賽事，則以2比0（21-17、21-17）击败了印尼的贝里·安格里亚万/哈迪安托，成功衛冕冠軍。7月，他与李佳馨在泰國羽毛球公開賽混双準决赛以1比2（16-21、21-19、7-21）不敌赛会头号种子、夫妻档的克里斯·爱德考克/加布里·爱德考克。
2018年8月，王齊麟参加在中国江苏省南京市举办的世界羽毛球錦標賽，分別與陳宏麟、李佳馨出战男子雙打及混合雙打項目。在男子雙打項目，他与陳宏麟以14號種子身分出戰，故在首圈輪空；在第二輪以2比0（21-11、21-14）戰勝德国的馬克·拉姆斯富斯/马文·埃米尔·塞德尔；在第三輪則以2比0（21-19、21-10）击退六連敗的對手、丹麥的瑪蒂亞斯·鮑伊/卡斯腾·摩根森；八强中，面对赛会7号种子、日本的井上拓斗/金子祐樹，以2比1（21-11、17-21、21-13）击败了对手；四强中再次遭遇另一组日本選手、赛会5号种子嘉村健士/園田啟悟，最终以直落二（17-21、10-21）不敌对手，並列世锦赛季军。在混合雙打項目，他與李佳馨最終於遭中國的張楠/李茵暉擊敗，止步16強。同月，他代表中华台北参加在印尼雅加达举办的亞洲運動會羽毛球比賽，助隊伍赢得男子團體铜牌。
在世錦賽及亞運會兩大賽事結束後，王齊麟與陳宏麟接連在日本羽球公開賽及中國羽毛球公開賽闖入四強，接著又在10月舉行的中華台北羽毛球公開賽擊敗隊友廖敏竣/蘇敬恒後衛冕冠軍，使兩人在該年10月25日世界羽聯公布的世界排名來到生涯最高的第4位，並且在2018年世界羽聯世界巡迴賽積分排名為第2位，得以第2種子身分獲邀參加2018年世界羽聯世界巡迴賽總決賽。在總決賽中，王齊麟與陳宏麟以小組第2的成績晉級四強淘汰賽，最後以1比2（21-18、12-21、15-21）遭中國的李俊慧/劉雨辰逆轉而止步。

### 2019年
由於搭檔陳宏麟決定從國際賽中退役，王齊麟遂改與2018年底轉隊至土銀羽球隊的李洋搭檔，並在2019年的第一次全國羽球排名賽首次出賽，最終於決賽敗於李哲輝/楊博軒。2019年2月，兩人出戰搭檔以來的首項國際賽事：西班牙羽毛球大師賽，在八強時擊敗賽會頭號種子、世界排名第六的丹麥組合金·阿斯特魯普/安德斯·斯考勞普·拉斯姆森，四強時再擊敗另一組丹麥選手瑪蒂亞斯·鮑伊/卡斯騰·摩根森而晉級決賽。決賽時，兩人以直落二（21-8、23-21）擊敗韓國的金元昊/徐承宰，奪得搭檔後首座賽事冠軍，而王齊麟與程琪雅搭檔的混雙賽事亦奪得亞軍。3月，王齊麟/李洋出戰瑞士羽毛球公開賽，最後在男雙決賽敗於印尼選手法賈·阿爾弗蘭/穆罕默德·里安·阿利安托。

### 2021年：東京奧運男子羽球雙打金牌
2020年東京奧運，王齊麟和李洋所組成的麟洋配參加男子雙打項目，在小組賽首戰輸給印度組合後，先後擊敗英國組合本·萊恩及肖恩·文迪以及印尼小黃人組合吉德翁與蘇卡穆約，以分組第二的成績晉級。在半準決賽擊敗日本選手遠藤大由及渡邊勇大，2021年7月31日於準決賽擊敗印尼選手塞蒂亞萬及阿赫桑。最終於決賽以直落二（21-18、21-12）擊敗中國雙塔李俊慧和劉雨辰，在中國組合最後一球挑戰失敗後，獲得東京奧運男子羽球雙打金牌，亦是中華臺北奧運代表團史上首面球類金牌。

### 2022-2023年：成績不穩定
2022年，陷入了合拍以來最大的低潮，許多場賽事均是一輪遊。
2023年1月頭，王齊麟和李洋參加馬來西亞羽球公開賽，亦是該賽季第一個超級1000級別的比賽，便出師不利，在16強敗給韓國組合徐承宰和姜珉赫。
同年7月，和李洋參加位在日本東京舉行的2023年日本羽毛球公開賽，在16強時以讓一追二的姿態（15-21、21-18、21-16）擊敗了馬來西亞組合王耀新/張御宇，8強時對上印度組合薩維克賽拉吉·蘭基雷迪/奇拉格·謝提亦同樣在三局大戰中勝出（21-15、23-25、21-16），但於四強賽時遭遇印尼組合法賈·阿爾弗蘭/穆罕默德·里安·阿利安托則是以直落二（21-19、21-10）橫掃；決賽時遇上日本組合保木卓朗/小林優吾同樣以秋風掃落葉的姿態（21-19、21-13）擊敗對手，獲得了日本公開賽冠軍，並同時終結了奧運後、時隔整整兩年的冠軍荒。

### 2024年：首組成功衛冕奧運金牌的羽球男雙

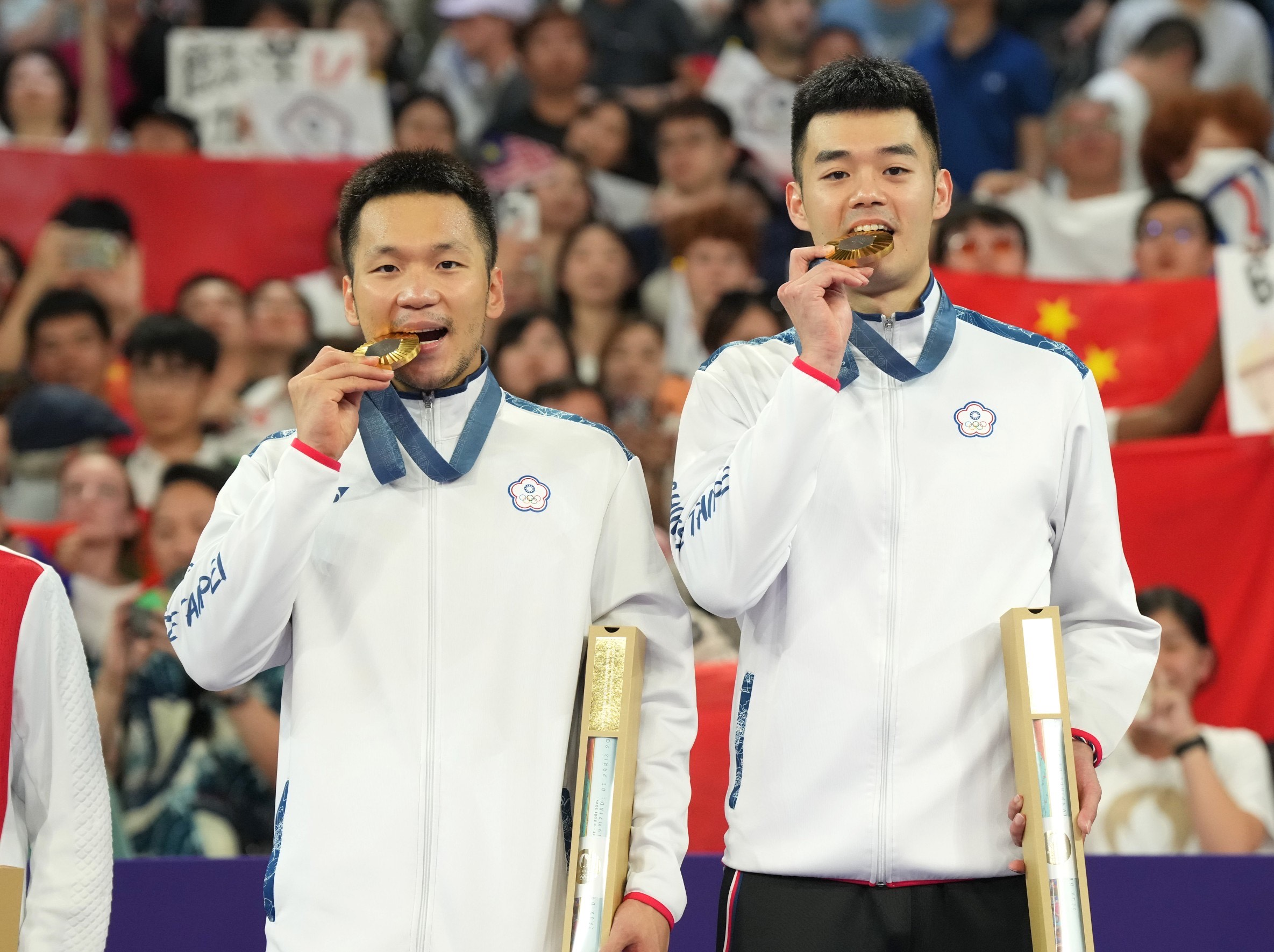
2024年奧運會 王齊麟（右）與搭檔李洋

由於世界羽球聯盟在奧運積分賽期間曾錯誤計算男子雙打各組合的奧運積分，導致17組男雙參賽，賽前麟洋配不幸抽到五隊的小組，出線難度增加。但小組賽麟洋接連戰勝日本保木卓朗 / 小林优吾和丹麥金·阿斯特鲁普 / 安德斯·斯考劳普·拉斯姆森以及中國劉雨辰 / 歐烜屹跟美國的邱愷翔 / 約書亞·袁，最終以四連勝小組第一之姿出線。
八強面對泰國組合苏柏·宗国 / 革德伦·吉丁努蓬以2比0（21-14、21-17）大勝晉級四強，四強以讓一追二（18-21、21-17、21-10）再次戰勝小組賽就戰勝過的丹麥組合金·阿斯特鲁普 / 安德斯·斯考劳普·拉斯姆森，成功連兩屆晉級決賽。
在決賽上面對中國新星組合梁伟铿 / 王昶，生涯對戰二比二每次都打滿三局，最終第五次交手依舊大戰三局，麟洋以2比1（21-17、18-21、21-19）擊敗中國成功衛冕金牌，也是奧運羽球歷史上首次相同組合成功衛冕金牌的男雙。

## 主要比賽成績
只列出曾進入準決賽的國際賽事成績：
| 年份   | 賽事                     | 公開賽級別 | 項目     | 搭檔   | 成績   |
| ------ | ------------------------ | ---------- | -------- | ------ | ------ |
| 2011年 | 世界青年羽毛球錦標賽     | 其他       | 混合團體 | －     | 銅牌   |
| 2012年 | 亞洲青年羽毛球錦標賽     | 其他       | 男子雙打 | 巫孝霖 | 銀牌   |
| 2013年 | 越南羽毛球國際挑戰賽     | 國際挑戰賽 | 混合雙打 | 李佳馨 | 準決賽 |
| 2013年 | 馬爾代夫羽毛球國際挑戰賽 | 國際挑戰賽 | 男子雙打 | 田子傑 | 冠軍   |
| 2013年 | 新加坡羽毛球國際系列賽   | 國際系列賽 | 男子雙打 | 陳中仁 | 冠軍   |
| 2013年 | 新加坡羽毛球國際系列賽   | 國際系列賽 | 混合雙打 | 陳思妤 | 亞軍   |
| 2013年 | 波蘭羽毛球國際賽         | 國際挑戰賽 | 男子雙打 | 陳中仁 | 冠軍   |
| 2013年 | 波蘭羽毛球國際賽         | 國際挑戰賽 | 混合雙打 | 吳玓蓉 | 準決賽 |
| 2013年 | 捷克羽毛球國際賽         | 國際挑戰賽 | 男子雙打 | 陳中仁 | 亞軍   |
| 2013年 | 捷克羽毛球國際賽         | 國際挑戰賽 | 混合雙打 | 吳玓蓉 | 冠軍   |
| 2013年 | 世界青年羽毛球錦標賽     | 其他       | 男子雙打 | 田子傑 | 銅牌   |
| 2013年 | 馬來西亞羽毛球國際挑戰賽 | 國際挑戰賽 | 混合雙打 | 吳玓蓉 | 亞軍   |
| 2013年 | 印度羽毛球國際挑戰賽     | 國際挑戰賽 | 男子雙打 | 田子傑 | 亞軍   |
| 2014年 | 中國羽毛球國際挑戰賽     | 國際挑戰賽 | 混合雙打 | 吳玓蓉 | 準決賽 |
| 2014年 | 越南羽毛球國際挑戰賽     | 國際挑戰賽 | 男子雙打 | 陳中仁 | 準決賽 |
| 2014年 | 中華台北羽球黃金大獎賽   | 黃金大獎賽 | 男子雙打 | 陳宏麟 | 準決賽 |
| 2014年 | 澳門羽毛球黃金大獎賽     | 黃金大獎賽 | 男子雙打 | 陳宏麟 | 準決賽 |
| 2015年 | 馬來西亞羽毛球大師賽     | 黃金大獎賽 | 男子雙打 | 陳宏麟 | 亞軍   |
| 2015年 | 澳門羽毛球黃金大獎賽     | 黃金大獎賽 | 男子雙打 | 陳宏麟 | 準決賽 |
| 2015年 | 美國羽毛球國際賽         | 國際挑戰賽 | 男子雙打 | 陳宏麟 | 準決賽 |
| 2015年 | 美國羽毛球大獎賽         | 大獎賽     | 男子雙打 | 陳宏麟 | 準決賽 |
| 2016年 | 中華台北羽球公開賽       | 黃金大獎賽 | 男子雙打 | 陳宏麟 | 亞軍   |
| 2016年 | 中華台北羽球大師賽       | 大獎賽     | 男子雙打 | 陳宏麟 | 亞軍   |
| 2016年 | 碧特博格羽毛球黃金大獎賽 | 黃金大獎賽 | 男子雙打 | 陳宏麟 | 準決賽 |
| 2017年 | 瑞士羽毛球黃金大獎賽     | 黃金大獎賽 | 男子雙打 | 陳宏麟 | 準決賽 |
| 2017年 | 中國羽毛球大師賽         | 黃金大獎賽 | 男子雙打 | 陳宏麟 | 冠軍   |
| 2017年 | 中華台北羽球公開賽       | 黃金大獎賽 | 男子雙打 | 陳宏麟 | 冠軍   |
| 2017年 | 中華台北羽球公開賽       | 黃金大獎賽 | 混合雙打 | 李佳馨 | 亞軍   |
| 2017年 | 紐西蘭羽毛球黃金大獎賽   | 黃金大獎賽 | 男子雙打 | 陳宏麟 | 冠軍   |
| 2017年 | 紐西蘭羽毛球黃金大獎賽   | 黃金大獎賽 | 混合雙打 | 陳煊渝 | 準決賽 |
| 2017年 | 世界大學運動會羽毛球比賽 | 其他       | 混合團體 | －     | 金牌   |
| 2017年 | 世界大學運動會羽毛球比賽 | 其他       | 混合雙打 | 李佳馨 | 金牌   |
| 2018年 | 馬來西亞羽毛球大師賽     | 超級500賽  | 男子雙打 | 陳宏麟 | 準決賽 |
| 2018年 | 紐西蘭羽毛球公開賽       | 超級300賽  | 男子雙打 | 陳宏麟 | 冠軍   |
| 2018年 | 紐西蘭羽毛球公開賽       | 超級300賽  | 混合雙打 | 李佳馨 | 冠軍   |
| 2018年 | 泰國羽毛球公開賽         | 超級500賽  | 混合雙打 | 李佳馨 | 準決賽 |
| 2018年 | 世界羽毛球錦標賽         | 其他       | 男子雙打 | 陳宏麟 | 銅牌   |
| 2018年 | 亞洲運動會羽毛球比賽     | 其他       | 男子團體 | －     | 銅牌   |
| 2018年 | 日本羽球公開賽           | 超級750賽  | 男子雙打 | 陳宏麟 | 準決賽 |
| 2018年 | 中國羽毛球公開賽         | 超級1000賽 | 男子雙打 | 陳宏麟 | 準決賽 |
| 2018年 | 中華台北羽毛球公開賽     | 超級300賽  | 男子雙打 | 陳宏麟 | 冠軍   |
| 2018年 | 韓國羽毛球大師賽         | 超級300賽  | 男子雙打 | 柏禮維 | 亞軍   |
| 2018年 | 世界羽聯世界巡迴賽總決賽 | 總決賽     | 男子雙打 | 陳宏麟 | 準決賽 |
| 2019年 | 西班牙羽毛球大師賽       | 超級300賽  | 男子雙打 | 李洋   | 冠軍   |
| 2019年 | 西班牙羽毛球大師賽       | 超級300賽  | 混合雙打 | 程琪雅 | 亞軍   |
| 2019年 | 瑞士羽毛球公開賽         | 超級300賽  | 男子雙打 | 李洋   | 亞軍   |
| 2019年 | 奧爾良羽毛球大師賽       | 超級100賽  | 男子雙打 | 李洋   | 冠軍   |
| 2019年 | 印度羽毛球公開賽         | 超級500賽  | 男子雙打 | 李洋   | 冠軍   |
| 2019年 | 紐西蘭羽毛球公開賽       | 超級300賽  | 混合雙打 | 程琪雅 | 準決賽 |
| 2019年 | 美國羽毛球公開賽         | 超級300賽  | 男子雙打 | 李洋   | 亞軍   |
| 2019年 | 中華台北羽毛球公開賽     | 超級300賽  | 男子雙打 | 李洋   | 準決賽 |
| 2019年 | 丹麥羽毛球公開賽         | 超級750賽  | 混合雙打 | 程琪雅 | 準決賽 |
| 2019年 | 澳門羽球公開賽           | 超級300賽  | 混合雙打 | 程琪雅 | 亞軍   |
| 2019年 | 韓國羽毛球大師賽         | 超級300賽  | 男子雙打 | 李洋   | 冠軍   |
| 2019年 | 世界羽聯世界巡迴賽總決賽 | 總決賽     | 男子雙打 | 李洋   | 準決賽 |
| 2020年 | 西班牙羽毛球大師賽       | 超級300賽  | 男子雙打 | 李洋   | 亞軍   |
| 2020年 | 全英羽毛球公開賽         | 超級1000賽 | 男子雙打 | 李洋   | 準決賽 |
| 2020年 | YONEX泰國羽毛球公開賽    | 超級1000賽 | 男子雙打 | 李洋   | 冠軍   |
| 2020年 | TOYOTA泰國羽毛球公開賽   | 超級1000賽 | 男子雙打 | 李洋   | 冠軍   |
| 2020年 | 世界羽聯世界巡迴賽總決賽 | 總決賽     | 男子雙打 | 李洋   | 冠軍   |
| 2021年 | 奧林匹克運動會羽毛球比賽 | 其他       | 男子雙打 | 李洋   | 金牌   |
| 2021年 | 世界羽聯世界巡迴賽總決賽 | 總決賽     | 男子雙打 | 李洋   | 準決賽 |
| 2022年 | 台北羽毛球公開賽         | 超級300賽  | 男子雙打 | 李洋   | 亞軍   |
| 2023年 | 亞洲羽毛球錦標賽         | 其他       | 男子雙打 | 李洋   | 季軍   |
| 2023年 | 加拿大羽毛球公開賽       | 超級500賽  | 男子雙打 | 李洋   | 準決賽 |
| 2023年 | 日本羽毛球公開賽         | 超級750賽  | 男子雙打 | 李洋   | 冠軍   |
| 2023年 | 澳洲羽球公開賽           | 超級500賽  | 男子雙打 | 李洋   | 準決賽 |
| 2023年 | 香港羽毛球公開賽         | 超級500賽  | 男子雙打 | 李洋   | 準決賽 |
| 2023年 | 亞洲運動會羽毛球比賽     | 其他       | 男子雙打 | 李洋   | 銅牌   |
| 2023年 | 海洛羽毛球公開賽         | 超級300賽  | 男子雙打 | 李洋   | 亞軍   |
| 2023年 | 韓國羽毛球大師賽         | 超級300賽  | 男子雙打 | 李洋   | 亞軍   |
| 2024年 | 湯姆斯盃                 | 其他       | 男子團體 | －     | 季軍   |
| 2024年 | 奧林匹克運動會羽毛球比賽 | 其他       | 男子雙打 | 李洋   | 金牌   |
| 2024年 | 韓國羽毛球公開賽         | 超級500賽  | 男子雙打 | 邱相榤 | 準決賽 |
| 2024年 | 香港羽毛球公開賽         | 超級500賽  | 男子雙打 | 邱相榤 | 準決賽 |
| 2024年 | 韓國羽毛球大師賽         | 超級300賽  | 男子雙打 | 邱相榤 | 準決賽 |
| 2025年 | 臺北羽毛球公開賽         | 超級300賽  | 男子雙打 | 邱相榤 | 冠軍   |

| 2007-2017年 | 首要超級賽 | 超級賽 | 黃金大獎賽 | 大獎賽 | 國際挑戰賽 | 國際系列賽 | 未來系列賽 | 其他 |

| 2018-2026年 | 總決賽 | 超級1000賽 | 超級750賽 | 超級500賽 | 超級300賽 | 超級100賽 | 國際挑戰賽 | 國際系列賽 | 未來系列賽 | 其他 |

### 世界冠軍頭銜
王齊麟在羽毛球生涯中共奪得2項羽毛球世界冠軍頭銜。
| 賽事           | 奪冠次數 | 年份                       |
| -------------- | -------- | -------------------------- |
| 奧林匹克運動會 | 2        | 2020年、2024年（男子雙打） |
| 總計           | 2        |                            |

### 奧運會和世錦賽參賽紀錄
|          | 搭檔   | 2015 | 2016 | 2017 | 2018 | 2019 | 2020 | 2021 | 2022 | 2023 | 2024 |
| -------- | ------ | ---- | ---- | ---- | ---- | ---- | ---- | ---- | ---- | ---- | ---- |
| 男子雙打 | 陳宏麟 | 32強 | －   | －   | 季軍 | －   | －   | －   | －   | －   | －   |
| 男子雙打 | 李 洋  | －   | －   | －   | －   | 16強 | 金牌 | 8強  | 16強 | 16強 | 金牌 |
|          |        |      |      |      |      |      |      |      |      |      |      |
| 混合雙打 | 程琪雅 | 48強 | －   | －   | －   | 32強 | －   | －   | －   | －   | －   |
| 混合雙打 | 李佳馨 | －   | －   | －   | 16強 | －   | －   | －   | －   | －   | －   |

## 主要對賽紀錄
王齊麟主要對手的對賽成績如下（只列出對賽五次或以上對手，截至2024年08月04日）：
男雙– 陳宏麟
| 對手                                          | 對賽次數 | 對賽結果 | 對賽結果 | 總計 |
| 對手                                          | 對賽次數 | 勝       | 負       | 總計 |
| --------------------------------------------- | -------- | -------- | -------- | ---- |
| 何濟霆 譚強                                   | 6        | 2        | 4        | -2   |
| 李俊慧 劉雨辰                                 | 8        | 1        | 7        | -6   |
| 金·阿斯特魯普 安德斯·斯考勞普·拉斯姆森        | 6        | 2        | 4        | -2   |
| 瑪蒂亞斯·鮑伊 卡斯騰·摩根森                   | 7        | 1        | 6        | -5   |
| 遠藤大由 早川賢一                             | 5        | 2        | 3        | -1   |
| 嘉村健士 園田啟悟                             | 7        | 1        | 6        | -5   |
| 里奇·卡蘭達·蘇華迪 安加·普拉塔瑪              | 5        | 0        | 5        | -5   |
| 马库斯·费尔纳尔迪·吉德翁 凱文·桑加亞·蘇卡穆約 | 5        | 0        | 5        | -5   |
| 吳蔚昇 陳蔚強                                 | 5        | 1        | 4        | -3   |

男雙– 李洋
| 對手                                          | 對賽次數 | 對賽結果 | 對賽結果 | 總計 |
| 對手                                          | 對賽次數 | 勝       | 負       | 總計 |
| --------------------------------------------- | -------- | -------- | -------- | ---- |
| 蘇柏·宗國 革德倫·吉丁努蓬                     | 6        | 6        | 0        | +6   |
| 盧敬堯 楊博涵                                 | 5        | 5        | 0        | +5   |
| 弗拉基米爾·伊萬諾夫 伊萬·索松諾夫             | 5        | 5        | 0        | +5   |
| 齋藤太一 古賀輝                               | 6        | 5        | 1        | +4   |
| 本·萊恩 肖恩·文迪                             | 7        | 5        | 2        | +3   |
| 王耀新 張御宇                                 | 9        | 6        | 3        | +3   |
| 金·阿斯特魯普 安德斯·斯考勞普·拉斯姆森        | 8        | 5        | 3        | +2   |
| 李哲輝 楊博軒                                 | 6        | 4        | 2        | +2   |
| 梁伟铿 王昶                                   | 5        | 3        | 2        | +1   |
| 保木卓朗 小林優吾                             | 9        | 5        | 4        | +1   |
| 穆罕默德·阿赫桑 亨德拉·塞蒂亞萬               | 12       | 6        | 6        | 0    |
| 謝定峰 蘇偉譯                                 | 9        | 4        | 5        | -1   |
| 法賈·阿爾弗蘭 穆罕默德·里安·阿利安托          | 9        | 3        | 6        | -3   |
| 姜敏赫 徐承宰                                 | 5        | 1        | 4        | -3   |
| 馬庫斯·費爾納爾迪·吉德翁 凱文·桑加亞·蘇卡穆約 | 6        | 1        | 5        | -4   |
| 崔率圭 徐承宰                                 | 6        | 2        | 4        | -2   |

## 榮譽
- 麟洋配因在2020年夏季奧林匹克運動會榮獲羽球男雙金牌，2021年兩人的國中母校「臺北市立中山國民中學」將新落成的羽球館命名為「麟洋館」[57]；大學母校「臺北市立大學」將圖書館新落成的會議廳命名為「麟洋廳」[58]。
- 2021年9月與李洋和郭婞淳登上中華民國教育部所發行的《國民體育季刊》（第207期）[59]。
- 2022年10月，與李洋共同以體育技藝類的傑出表現，獲選為中華民國十大傑出青年。[60]
- 2025年2月，因與其搭檔李洋於2024年夏季奧林匹克運動會再度榮獲羽球男雙金牌，經由民眾連署將位於兩人國中母校門前道路—復興北路361巷加註「麟洋路」一名。[61]

## 影視作品
- 2022年，《決勝的揮拍》，客串演出[62]

## 其他獎項
| 年份   | 頒獎典禮                     | 獎項       | 結果 |
| ------ | ---------------------------- | ---------- | ---- |
| 2021年 | BWF 2020/2021 年度最佳運動員 | 最佳進步獎 | 獲獎 |
| 2021年 | BWF 2020/2021 年度最佳運動員 | 最佳組合獎 | 提名 |
| 2022年 | 2021 yahoo!奇摩搜尋人氣大獎  | 人氣男神獎 | 獲獎 |

## 爭議
王齊麟於2024年巴黎奧運奪金返台後爆發時任女友陳詩媛進入機場管制區接機、開車用手機等爭議。

## 外部連結
- 王齊麟在BWFBadminton.com（英语）
- 王齊麟在BWF.TournamentSoftware.com（英语）
- 王齊麟在Olympics.com（英语）
- 王齊麟在Olympedia（英语）
- 王齊麟在Flashscore（英语）
- 王齊麟的Instagram帳戶
- 王齊麟的Facebook專頁